# Idiocerus fitchi
Idiocerus fitchi är en insektsart som beskrevs av Van Duzee 1909. Idiocerus fitchi ingår i släktet Idiocerus och familjen dvärgstritar. Inga underarter finns listade i Catalogue of Life.